# Gentianella anglica
Gentianella anglica — вид рослин із родини тирличевих (Gentianaceae).

## Таксономічні примітки
Gentianella anglica вважається одним з небагатьох ендеміків Великої Британії. Однак таксономічний статус цього виду досі невизначений. Неясно, чи є G. anglica видом, чи є частиною сукупності Gentianella amarella. Наразі проводяться таксономічні дослідження.

## Біоморфологічна характеристика
Gentianella anglica — однорічний вид, за зовнішнім виглядом подібний до Gentianella amarellaале значно нижчий. Це безволоса рослина з парами вузьких ланцетних листків і колоссям пурпурових з довгими черешками п'ятипелюсткових квіток із зазвичай чотирма зубцями чашечок неоднакового розміру. Цвіте з травня по червень

## Середовище проживання
Ендемік Великої Британії. Він обмежений південною Англією, але раніше повідомлялося про нього навіть на північ від Йоркшира. Зараз центр його поширення у Дорсеті, Вілтширі та на острові Вайт.
Зростає на крейдяних чи вапнякових трав'янистих місцевостях виняткової якості, які ніколи не оброблялися добривами чи пестицидами. Він, як правило, дуже поганий колонізатор і не любить значних порушень. Ця рослина надає перевагу південному чи західному схилам, які отримують більш тривалі періоди сонячного світла. Було помічено, що рослина має ґрунтовий банк насіння і може з’являтися за сприятливих умов у місцях, де вона раніше зникала.

## Охорона
Gentianella anglica внесена до Додатку II Оселищної директиви та Додатку I Конвенції про збереження дикої природи та природних середовищ існування в Європі (Бернська конвенція). У Сполученому Королівстві він охороняється згідно зі Списком 8 Закону про дику природу та сільську місцевість 1981 року. У Червоному списку Великобританії цей вид позначено як такий, що потребує додаткових таксономічних досліджень. Він зустрічається в кількох заповідних територіях і об'єктах Natura 2000 по всьому ареалу. Цей вид потребує помірного випасу, щоб підтримувати середовище проживання відкритим, в ідеалі — легкий випас худоби протягом літа.